# Naturschutzgebiet Hardenstein
Das Naturschutzgebiet Hardenstein ist ein rund 16,5 Hektar großes Naturschutzgebiet in der Stadt Witten in Nordrhein-Westfalen. Es ist fast vollständig bewaldet und befindet sich nordöstlich des Stadtteils Herbede nahe der Burgruine Hardenstein im Süden der Ruhr. Sein westlicher Bereich liegt in der Gemarkung Ostherbede (etwa 42 Prozent der Gesamtfläche), sein östlicher Bereich liegt in der Gemarkung Vormholz (etwa 58 Prozent).
Eingerichtet wurde das Schutzgebiet mit der Objektkennung EN-005 im Zuge der Landschaftsplanaufstellung des Ennepe-Ruhr-Kreises 1984.

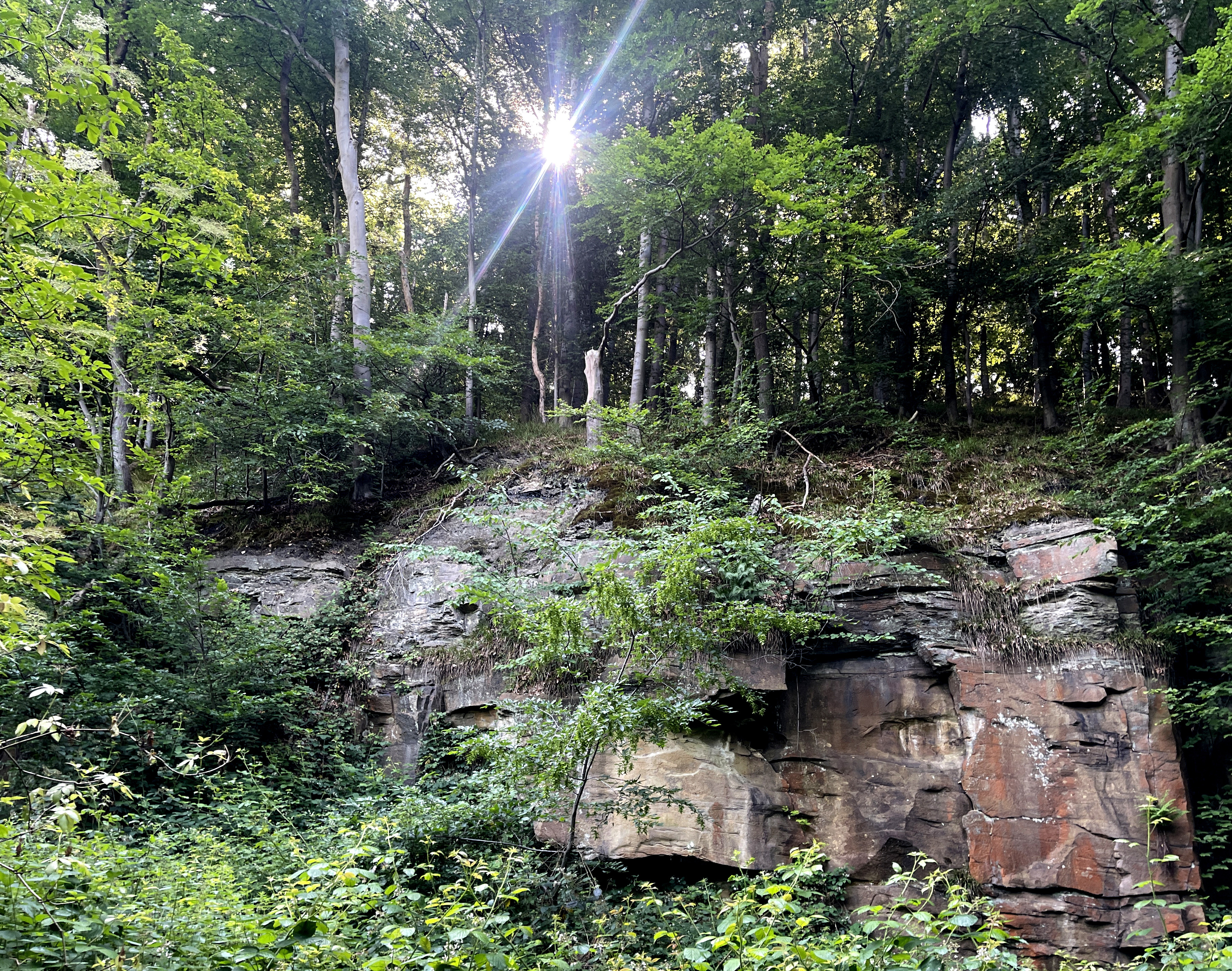
Felsklippen nahe Ruine Hardenstein

## Gebiet
Naturräumlich zählt das NSG Hardenstein zur Einheit des Ruhrtals. Von der Ruhr bzw. vom Herbeder Mühlengraben (vgl. Stahlfabrik Friedrich Lohmann) ist es auf gut einem Kilometer Länge lediglich durch die Trasse der Ruhrtalbahn getrennt, die direkt am Südufer entlang läuft. Das NSG liegt an einem Flussbogen und umfasst große Teile des Ruhrsteilhangs, einem alten Prallhang des Flusses. Im Gebiet gibt es einen Höhenunterschied von 61 Metern. An den bewaldeten und in nördliche Richtungen abfallenden Steilhängen gibt es temporär wasserführende Siepen und mehrere Felsklippen, die jeweils wertvolle Kleinbiotope darstellen.
Das Naturschutzgebiet ist – ebenso wie seine Umgebung – stark geprägt durch den frühen Ruhrbergbau, der zahlreiche Spuren im Gelände hinterlassen hat, u. a. Pingenfelder, Stollenmundlöcher, Kleinsteinbrüche, Hangböschungshalden und Karrenwege. Ein Teil des Bergbauwanderwegs Muttental verläuft durchs NSG und erschließt die meisten der dortigen montanhistorischen und denkmalgeschützten Sehenswürdigkeiten. Im Nordwesten des Naturschutzgebiets befindet sich außerdem, ohne öffentliche Zuwegung und zugemauert, das Stollenmundloch der ehemaligen Zeche Flößgraben.
Der Wald im Gebiet ist entsprechend seiner Nutzungsgeschichte kleinräumig differenziert und vielgestaltig. Teilweise handelt es sich um alte Niederwaldbestände. Die häufigsten Baumarten sind Rotbuche, Stieleiche, Hänge-Birke und Fichte. In Teilbereichen sind Hülsen häufig.
Das Gelände der Burg Hardenstein ist nach Westen, Süden und Osten vom Naturschutzgebiet umschlossen, gehört selbst aber nicht dazu. Die Ruine liegt direkt an der Bahntrasse in einem kleinen Taleinschnitt, der den Ruhrsteilhang in einen West- und einen Ostteil gliedert. In diesem Tal fließt ein offiziell namenloser Bach zur Ruhr. Er wird vor Ort Deipenbecke (nds. für „tiefer Bach“) oder einfach Hardensteiner Bach genannt. Das etwa zwei Kilometer lange Fließgewässer speist sich aus mehreren Quellsiepen, die im südlich ans NSG anschließenden Waldbereich liegen. An der Burgruine, kurz vor seiner Mündung, versickert die Deipenbecke in einer bergbaubedingten „Bachschwinde“ (vgl. St.-Johannes-Erbstollen). Im früher als Grünland genutzten Talgrund befinden sich außerdem einige verlandende sowie bereits verlandete Kleingewässer, die teilweise als Artenschutzmaßnahmen für die im Gebiet vorkommende Geburtshelferkröten angelegt wurden. Das ehemalige Wiesental an der Burgruine ist brachgefallen und weitgehend mit Schwarz-Erlen bewachsen.

## Schutzziele
Vorrangige Schutzziele für das NSG sind
- die Erhaltung eines von Felsklippen und Siepentälern geprägten Ruhr-Steilhangs mit altem Buchenbestand,
- der Schutz von Kleingewässern als Lebensraum u. a. für Amphibien und
- die Wiederentwicklung naturnaher Waldgesellschaften.[2]

## Tourismus
Das Waldgebiet um die Burg Hardenstein wird intensiv zur Naherholung genutzt. Insbesondere an Sommerwochenenden, wenn die Museumseisenbahn „RuhrtalBahn“ verkehrt und viele Touristen auf dem Bergbauwanderweg Muttental und dem nahen RuhrtalRadweg unterwegs sind, finden sich zahlreiche Menschen im Gebiet ein. Wenige hundert Meter von der Burgruine entfernt stellt seit 2006 die Ruhrtalfähre mit ihrem Schiff Hardenstein eine weitere Attraktion dar. Mit ihr können Fußgänger und Radfahrer kostenlos übersetzen. Sie verzeichnet jährlich rund 200.000 Passagiere.
Probleme ergeben sich durch die Besuchermengen vor allem in zwei Punkten. Einerseits werden von manchen Ausflüglern größere Müllmengen ins Gebiet eingetragen, nicht nur durch wildes Grillen an der Ruine. Andererseits bewegen sich viele Besucher im Naturschutzgebiet auch abseits der Wege. Einige Teilflächen weisen dadurch starke Radfahr- und Trittschäden und nahezu vegetationsfreie Flächen auf, was in den Hangbereichen zu erhöhter Erosion führt. Punktuell, vor allem an den historischen Bergbaustätten, kommen manchmal mutwillige Beschädigungen hinzu.

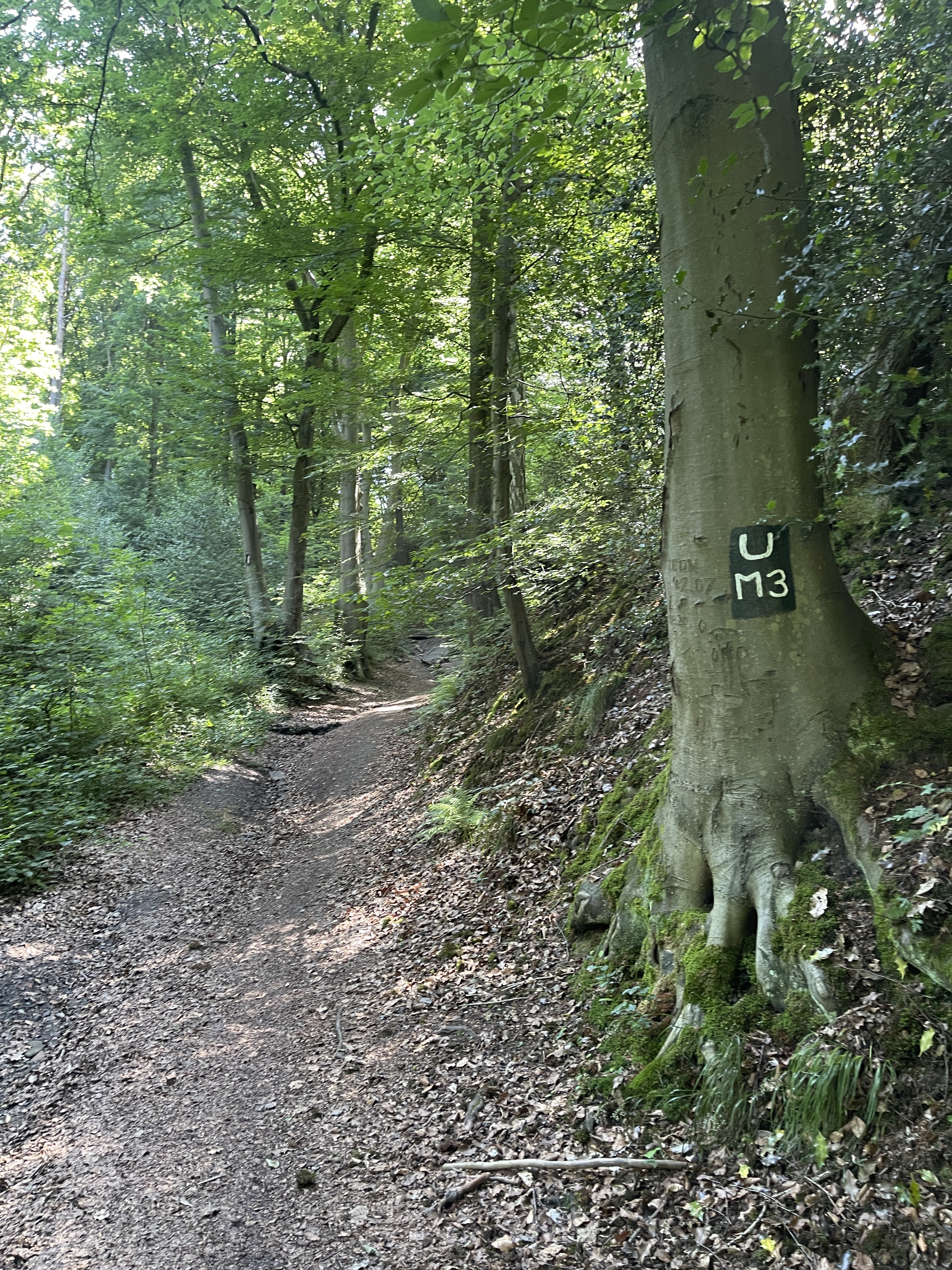
Naturnaher Wald im NSG
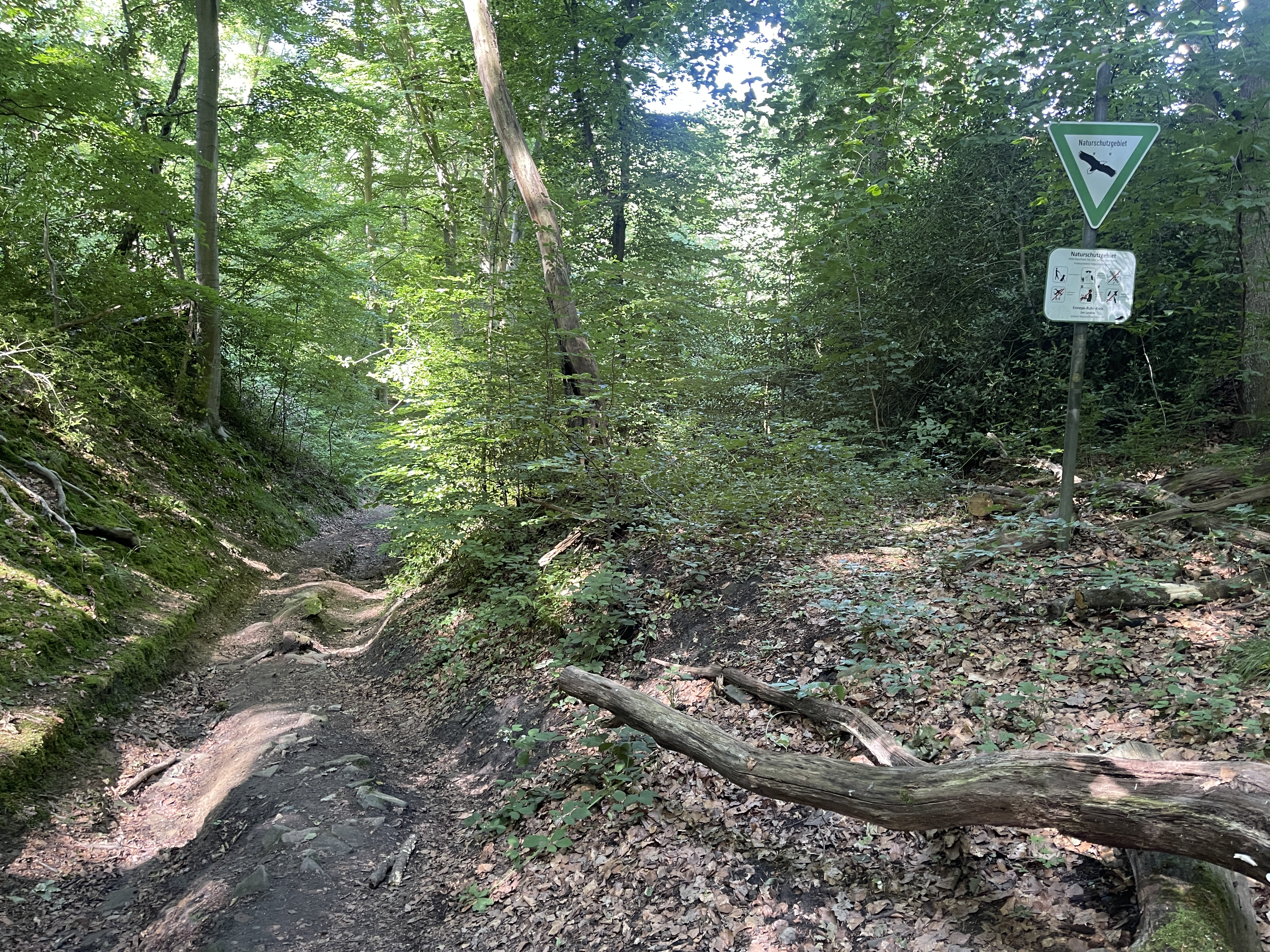
Totholz fördert die Artenvielfalt
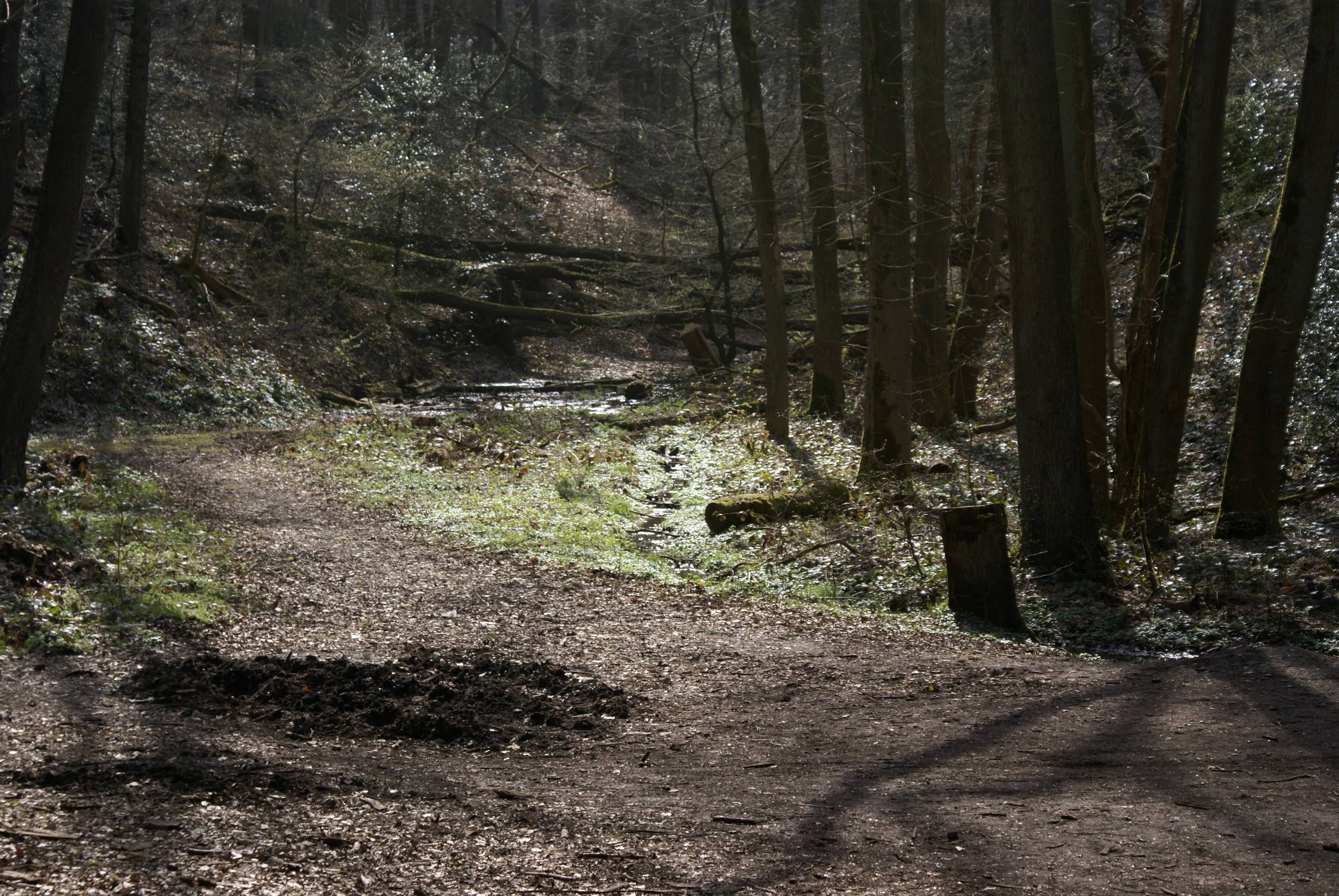
Wanderweg im NSG
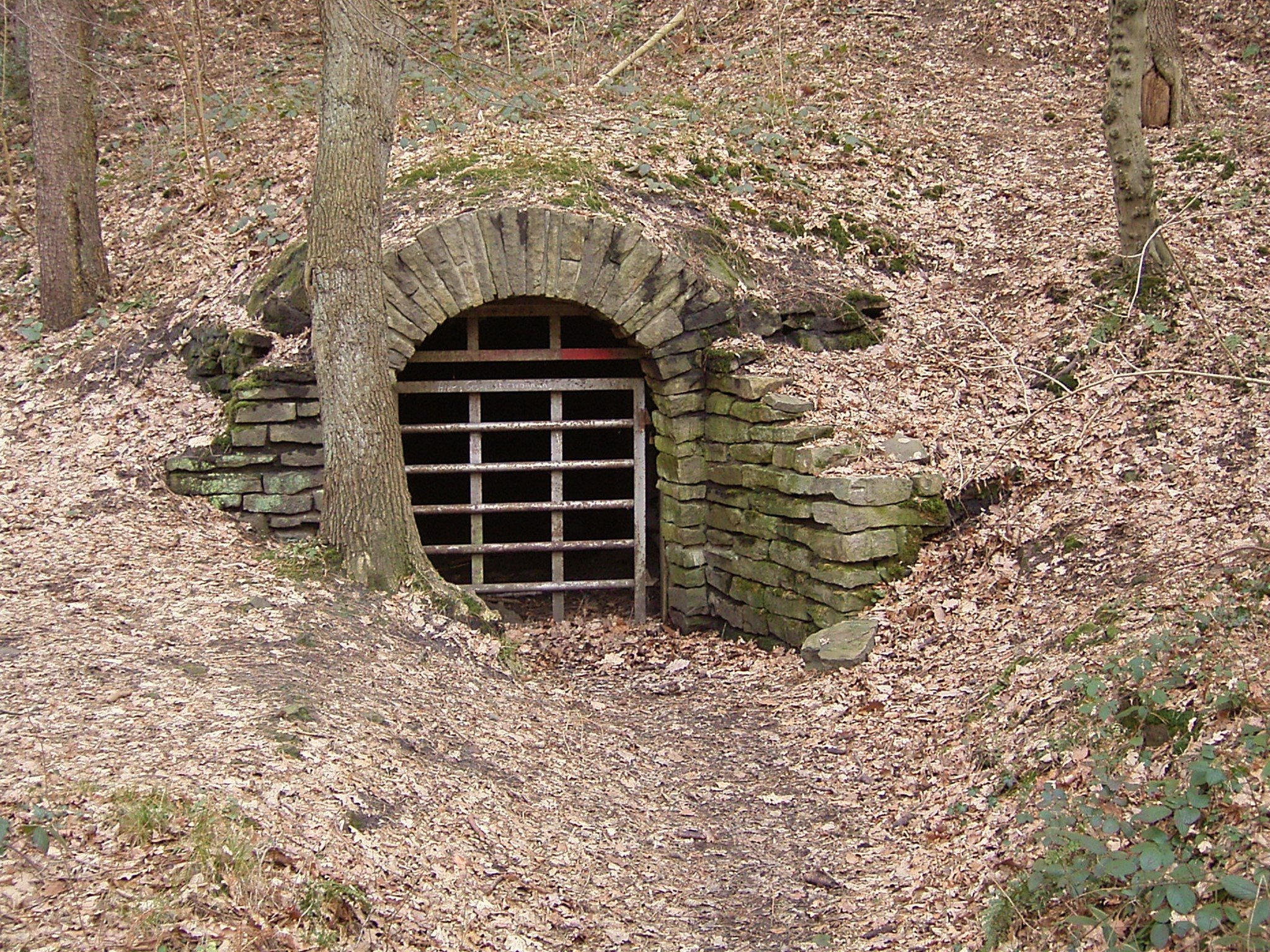
Stollenmundloch Reiger am Bergbauwanderweg im NSG
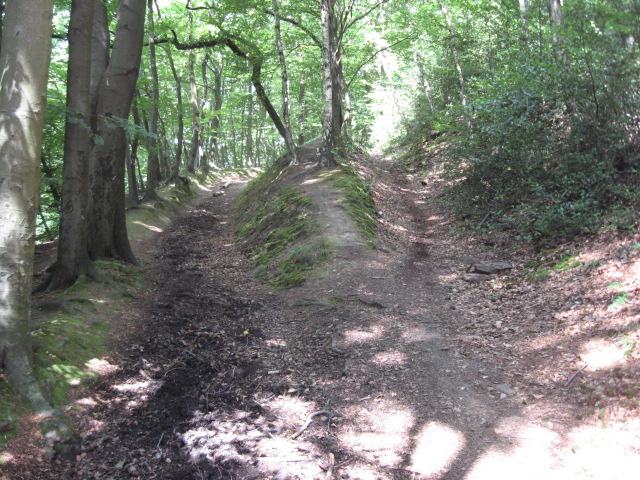
Hohlwege der Zeche Carthäuserloch im NSG